# John Zderko
John Zderko (* 13. März 1962 in Cleveland, Ohio; † 19. Mai 2022 in Los Angeles, Kalifornien) war ein US-amerikanischer Schauspieler. Bekannt wurde er durch Rollen in verschiedenen Fernsehserien.

## Leben
Zderko wurde in Cleveland geboren und wuchs in Youngstown, zeitweise in Colorado sowie in New Jersey auf. Bereits als Jugendlicher interessierte es sich für die Schauspielerei und war in ersten Schultheaterproduktionen zu sehen. Nach dem Abschluss der New Jerseys Park Ridge High School, an der er zusammen mit James Gandolfini in der Basketballmannschaft war, besuchte er zunächst die University of California in Irvine. Nach seinem Abschluss in Irvine arbeitete er unter anderem als Kundenbetreuer und Personalvermittler für Software- und IT-Dienstleistungen, studierte jedoch neben dem Beruf Theater und Schauspiel an der University of California, Los Angeles (UCLA). Er nahm auch Schauspielunterricht in James Franco’s Studio 4 und an der Ruskin School of Acting in Santa Monica.
Abseits des Rampenlichts lebte Zderko eher zurückgezogen; er unterstützte verschiedene gemeinnützige Organisationen und engagierte sich für die Förderung der Künste in seiner Gemeinde.
Zderko starb im Alter von 60 Jahren an der Folgen von Krebs und wurde von seiner Schwester Karen, seinem Schwager Steve und zwei Neffen überlebt; seine Asche wurde der Familie übergeben.

## Karriere
Zderko begann seine Schauspielkarriere erst spät, nachdem er zunächst in anderen Berufsfeldern gearbeitet hatte. Er trat anfangs in kleineren Theaterproduktionen und Werbespots auf. So spielte er am West of Broadway Theater unter Dianne Namm, bevor er sich schließlich in der Film- und Fernsehbranche etablieren konnte.
Seine ersten Auftritte hatte er 2005, im Alter von 42 Jahren, in dem Kurzfilm Twilight und 2006 in der Fernsehserie North Mission Road. Seinen Durchbruch hatte er schließlich 2012 als Dominic Maguire in der Fernsehserie Criminal Minds. Er war auch in Formaten wie The Player, The Mentalist, 9-1-1: Lone Star, Bosch, als Miles in Casting the Net und als Gary in Dark Forrest zu sehen. In dem Horrorfilm Zellblock 11 aus dem Jahr 2014 spielte Zderko einen Häftling, dessen Körper von einem Geist in Besitz genommen wird. 2022 spielte er an der Seite von John Boyega und Michael K. Williams in 892 (Breaking); der Film hatte posthum auf dem Sundance Film Festival Premiere.
Im deutschen Sprachraum wurde Zderko unter anderem von Elmar Gutmann und Dirk Hardegen synchronisiert.

## Filmografie (Auswahl)
- 2005: Twilight (Kurzfilm)
- 2006: North Mission Road (Fernsehserie)
- 2006: First Sight (Kurzfilm)
- 2006: LA Forensics (Fernsehserie)
- 2006: Untold Stories of the ER (Dokumentation)
- 2006: A.S.K. (Kurzfilm)
- 2007: Voicemail (Miniserie)
- 2008: Dirty Magazines (Kurzfilm)
- 2009: Sweet Dreams (Kurzfilm)
- 2009: Pawn (Kurzfilm)
- 2010: When Life Gives You Lemons (Kurzfilm)
- 2011: Life Support (Kurzfilm)
- 2011: Generation U (Fernsehfilm)
- 2012: Briefcase (Kurzfilm)
- 2012: The Mentalist (Fernsehserie)
- 2012: Criminal Minds (Fernsehserie)
- 2012: Swerve (Video)
- 2012: Sugar (Kurzfilm)
- 2012–2013: Dark Forrest (Fernsehserie)
- 2013: Everything in its Place (Kurzfilm)
- 2014: Amnesia: Who Are You?
- 2014: Zellblock 11 (Haunting of Cellblock 11)
- 2014: Brad’s Untitled Restaurant Project
- 2015: The Player (Fernsehserie)
- 2016: Best Fake Friends
- 2017: Captain Black
- 2018: Jinn
- 2018: Dirty John (Fernsehserie)
- 2019: I Got the Hook Up 2
- 2019: Dinner for Six
- 2020: Casting the Net (Fernsehserie)
- 2021: Something About Her
- 2021: 9-1-1: Lone Star (Fernsehserie)
- 2022: 892
- 2022: Bosch (Fernsehserie)